# Rytiodus
Rytiodus és un gènere extint de mamífers sirenis de la família dels dugòngids que visqueren durant el Miocè, fa entre 7,2 i 23 milions d'anys. Se n'han trobat restes fòssils al Brasil, França, Líbia i Madagascar. Estaven dotats d'ullals grossos i amb forma de fulla de navalla que els haurien pogut servir per extraure herba marina dels fons del mar. El musell aplanat li permetia cerca aliment en aigües costaneres de poca profunditat. Atenyia una llargada de 6 m, amb la qual cosa superava de molt els sirenis d'avui en dia. L'únic sireni més gros conegut és la vaca marina de Steller, ja extinta, que assolia una llargada de fins a 8 o 9 m.